# Lamborghini Huracán
Lamborghini Huracán je italský supersportovní automobil firmy Lamborghini, postavený na základech předchůdce Lamborghini Gallardo. Na rozdíl od konkurenčního Ferrari 488 GTB, má Huracán zcela jiný design a interiér než jeho předchůdce.

## Lamborghini Huracán LP610-4
Jeho motor V10 značky Lamborghini/Audi má výkon 610 koňských sil a stálý záběrový pohon všech čtyř kol. Je stavěno na stejných výrobních linkách jako Audi R8 V10, ovšem na rozdíl od svého „nevlastního bratra“ (Audi R8) má lepší přítlak a aerodynamiku.[zdroj⁠?!]

## Lamborghini Huracán LP620-2 Super Trofeo
Závodní, odlehčená a výkonnější verze běžného Huracánu. Je odlehčena o 260 kg, posílena o 10 koňských sil a má pohon pouze zadních kol. Také je vylepšena aerodynamika a přítlak.(a je o kousek nižší)

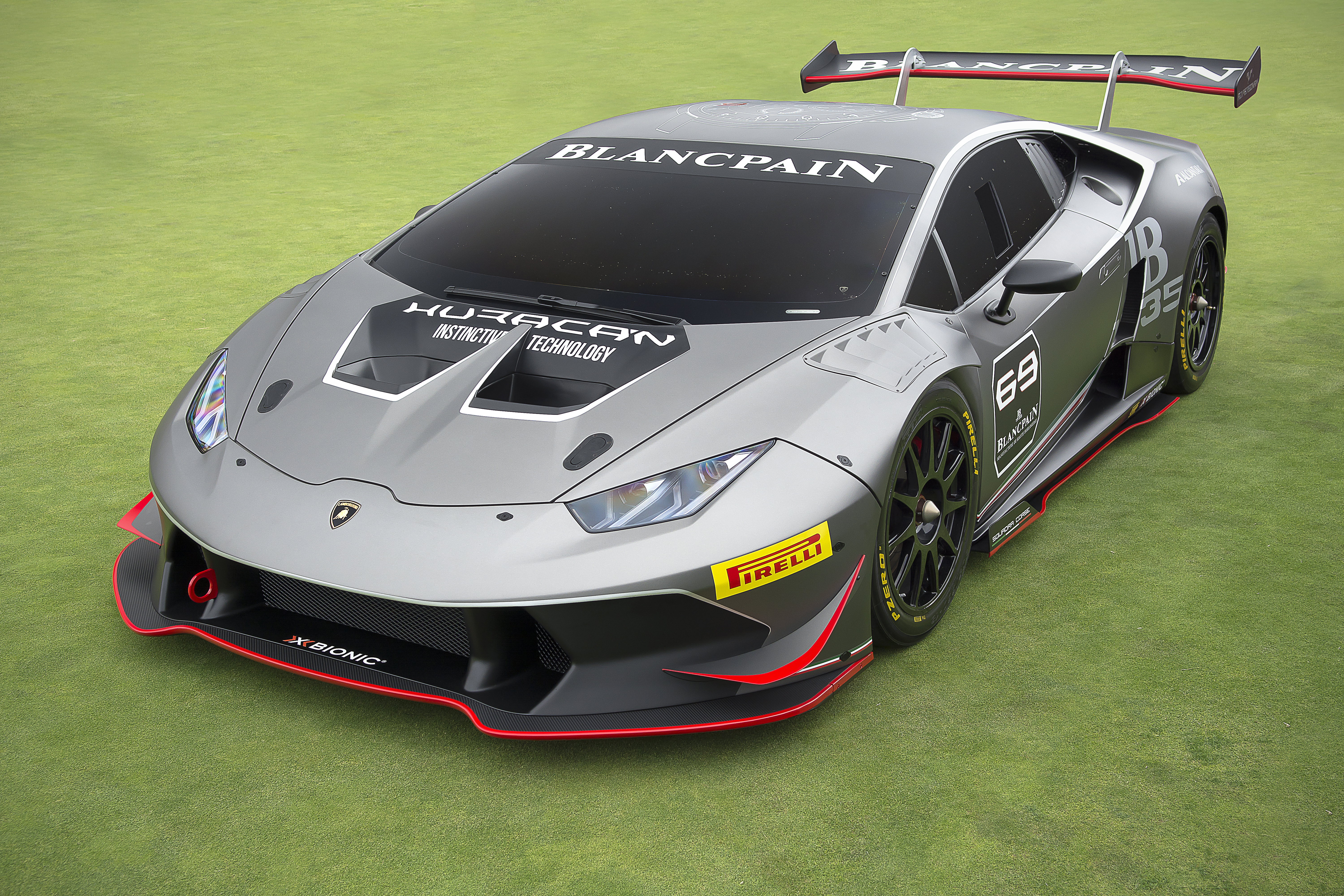
Lamborghini Huracán LP620-2 Super Trofeo